# Lichtheimia ramosa
Lichtheimia ramosa är en svampart som först beskrevs av Friederich Wilhelm Zopf, och fick sitt nu gällande namn av Paul Vuillemin 1903. Lichtheimia ramosa ingår i släktet Lichtheimia och familjen Lichtheimiaceae.   Inga underarter finns listade i Catalogue of Life.